# Kaahumanu
Kaahamanu ou Ka'ahamanu (Batizada como Elizabeth Ka'ahamanu; Hana, Maui, 17 de março de 1768 - Honolulu, O'ahu, 5 de junho de 1832) foi a rainha consorte e regente (Kuhina Nui) do Reino do Havaí. Principal esposa de Kamehameha I e co-governante do reino com seu marido e de seus dois sucessores; Kamehameha II e Kamehameha III.

## Biografia
Segundo as tradições, Kaahamanu nasceu na caverna de Puu Kauiki, em Hana, na ilha de Maui. Ela teria nascido em 17 de março de 1768, isso segundo a Sociedade Kaahamanu. Seu pai era o chefe Keeaumoko Papaiahiahi e sua concubina Namahana-i-Kaleleokalani. Por parte de mãe, Kaahamanu era prima de Kamehameha I. Ambos eram descendentes da lendária princesa Kalanikauleleiaiwi. Seu pai se tornou amigo e aliado de Kamehameha na luta pela unificação do Havaí, por isso ofereceu Kaahamanu para se casar com o aspirante a rei aos seus treze anos.
Como esposa real de Kamehameha, Kaahamanu se tornou a favorita do chefe devido a sua inteligência e astucia. Após a morte de Kamehameha, foi ela quem anunciou a corte sobre o ocorrido e foi a tutora do sucessor de seu falecido marido, o príncipe Liholiho ou Kamehameha II, que foi nomeada pelo conselho de chefes como Kuhina Nui ou Rainha Regente, posto semelhante ao de primeiro-ministro. Devido a passividade e falta de experiência do rei, Kaahamanu governou de facto as ilhas havaianas durante o reinado do enteado. Seu poder continuou após a morte do mesmo e entronização de Kauikeaoli, seu filho adotivo e que reinou como Kamehameha III.
De certa forma, Kaahumanu estava à frente de seu tempo e defendia os direitos das mulheres havaianas nativas, embora isso fosse para sua própria vantagem. No que ficou conhecido como 'Ai Noa (alimentação livre), Kaʻahumanu conspirou com Keōpūolani, outra das esposas de seu falecido marido que também era rainha regente durante o reinado de Kamehameha II, para comer na mesma mesa com o jovem rei. Notavelmente, ela também convenceu o Kahuna-nui (traduzível para Sumo Sacerdote) do reino, Hewahewa, a apoiar seus esforços para abolir os kapu . Quebrar um kapu principal que deveria ter resultado em sua morte, mas seu filho se recusou a matá-la; este evento efetivamente quebrou o apoio da monarquia aos kapu, e resultou na ilegalidade do sistema.
Em abril de 1824, Kaʻahumanu reconheceu publicamente sua aceitação do cristianismo protestante e incentivou seus súditos a serem batizados na fé. Naquele mesmo ano, ela apresentou ao Havaí seu primeiro corpo codificado de leis modeladas a partir da ética e dos valores cristãos e dos Dez Mandamentos. Ka'ahumanu foi batizado em 5 de dezembro de 1825 no local onde hoje fica a Igreja Kawaiaha'o . Ela assumiu o nome de "Elizabeth".
Os missionários persuadiram Kaʻahumanu de que a Igreja Católica Romana, que havia estabelecido a Catedral de Nossa Senhora da Paz em Honolulu, deveria ser removida da nação insular. Em 7 de julho de 1827, ela ordenou que os primeiros missionários católicos partissem. Em 1830, Kaʻahumanu assinou uma legislação que proibia os ensinamentos católicos e ameaçava deportar quem quer que violasse a lei.
Em 1832, Kaʻahumanu visitou Maui e veio ao local onde hoje é a Igreja Kaʻahumanu , testemunhando os cultos presididos por Jonathan Smith Green . Ao ver isso, a Rainha Ka'ahumanu pediu à missão Congregacionalista para nomear a estrutura da igreja permanente com seu nome. No entanto, este pedido não foi honrado até 1876, quando Edward Bailey construiu a quarta e atual estrutura no local, batizando-a em homenagem à Rainha.
Kaʻahumanu e o rei Kamehameha III negociaram o primeiro tratado entre o Reino do Havaí e os Estados Unidos em 1826, sob a administração do presidente John Quincy Adams. O tratado assumiu a responsabilidade em nome dos havaianos nativos com dívidas a comerciantes americanos e pagou a conta com $ 150.000 em sândalo; isso lhe rendeu o apoio de chefes que deviam dinheiro aos comerciantes. O mesmo documento também era um tratado de livre comércio , garantindo que os americanos tivessem o direito de entrar em todos os portos do Havaí para fazer negócios. Os americanos também tiveram o direito de processar nos tribunais havaianos e de serem protegidos pelas leis havaianas.
Ka'ahamanu faleceu em 5 de junho de 1832, com a idade de 64 anos e repassando seu cargo de rainha regente para Kīnaʻu.